# فرد ويلكينسون
فرد ويلكينسون (بالإنجليزية: Fred Wilkinson)‏ (1889 في المملكة المتحدة - ) هو لاعب كرة قدم بريطاني (وحمل سابقاً جنسية المملكة المتحدة لبريطانيا العظمى وأيرلندا) في مركز الوسط. لعب مع ستوك سيتي ونادي بلاكبول ونادي واتفورد ونورويتش سيتي ونيوبورت كونتي وLancaster City F.C. ‏ ونادي ستاليبريدج سيلتيك وبري تاون ودارلينجتون إف سى.